# Häkertor

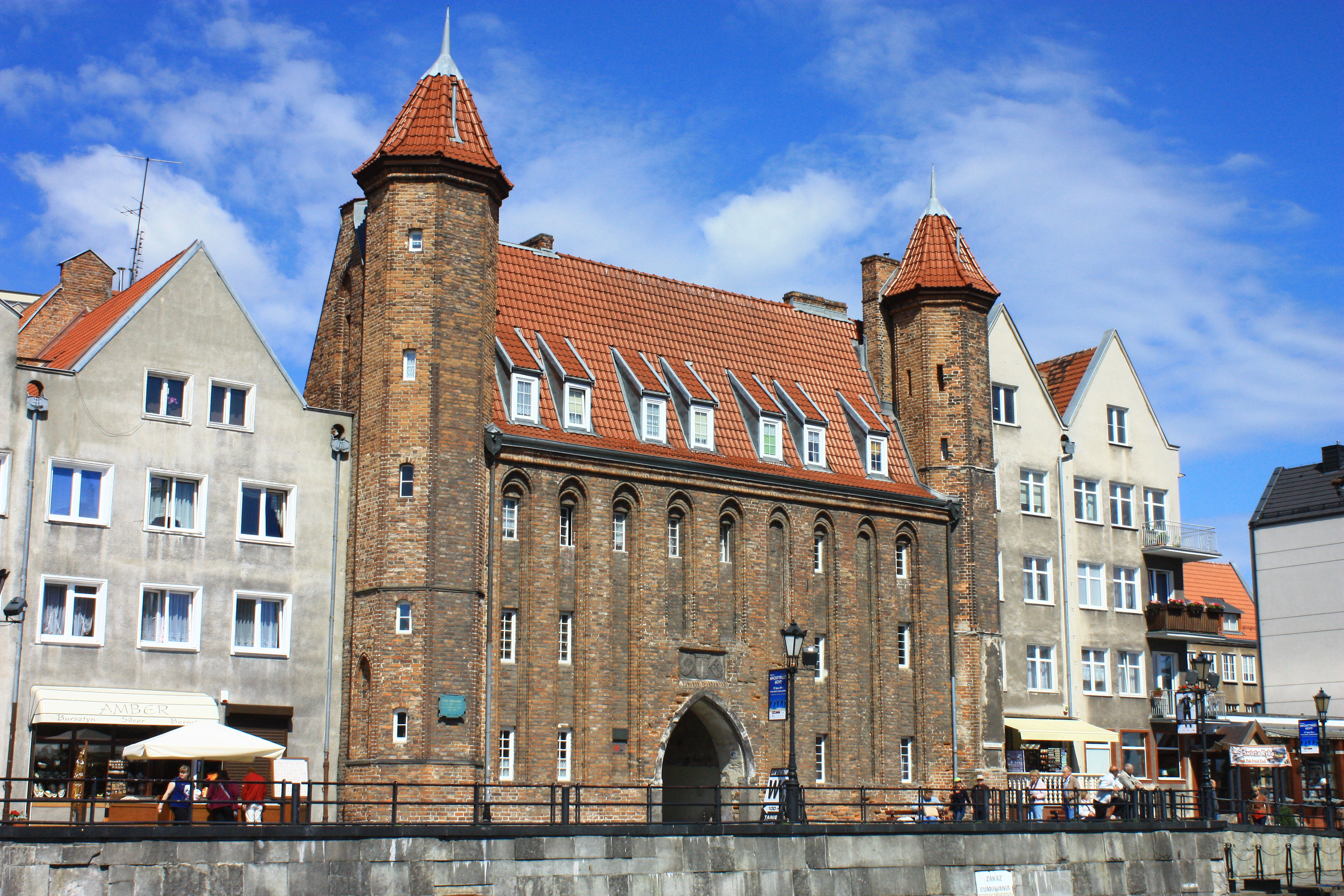
Das Häkertor

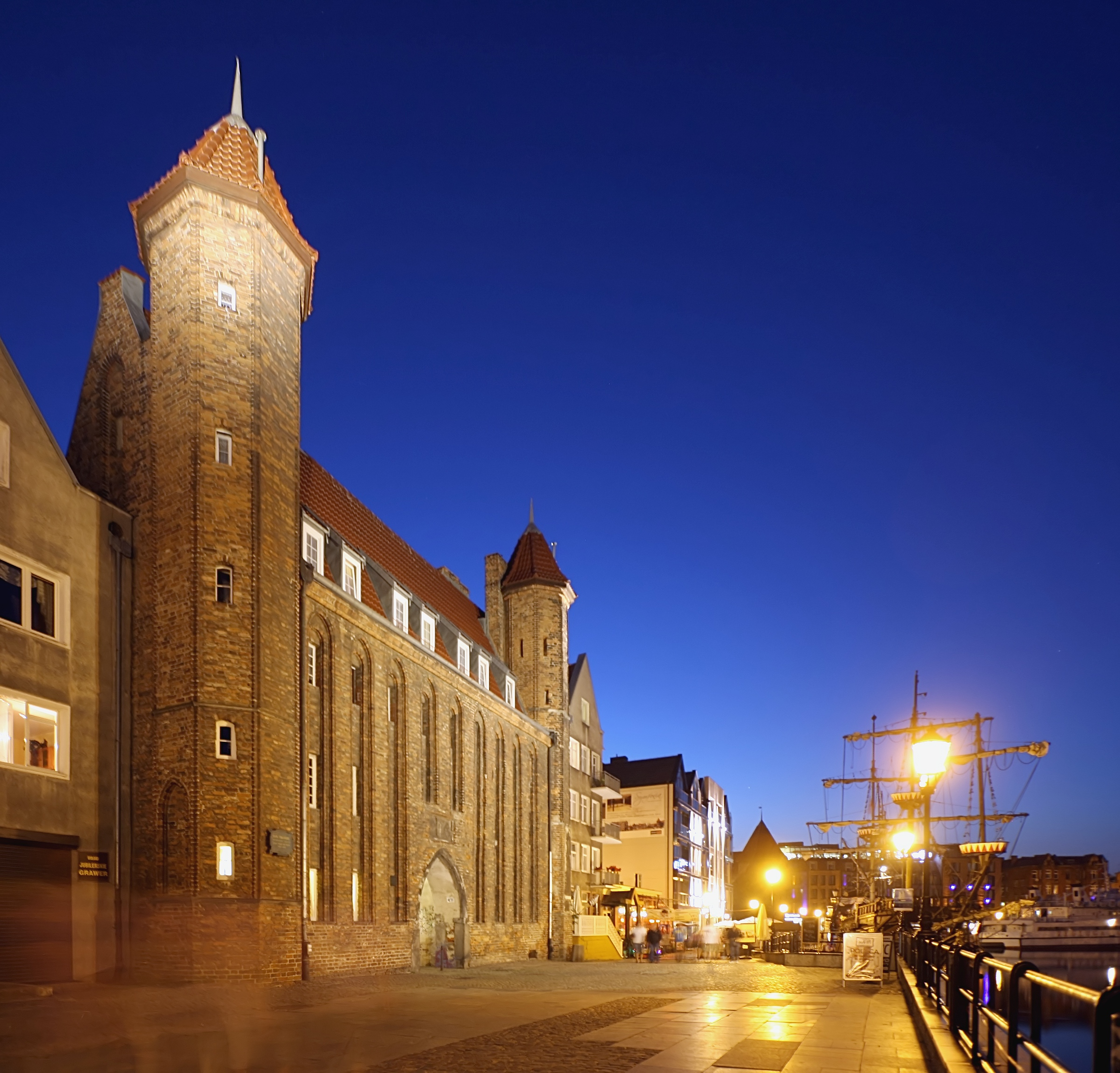
Das Häkertor bei Nacht

Das Häkertor (poln. Brama Straganiarska) wurde in Danzig 1481–1482 errichtet. Das Bauwerk hat seinen Namen von Hökern, benachbart war der Danziger Fischmarkt. Es bildet den Abschluss der Häkergasse (ulica Straganiarska) an der Mottlau. An ihm entlang wurde die Lange Brücke zum späteren Fischbrücken-Kais (Rybackie Pobrzeże) gebaut.
Das Tor befindet sich zwischen den später errichteten Wohnhäusern. Die gotische Fassade wird von achteckigen schlanken Türmchen flankiert. Auf der Außenseite über der Spitzbogen-Durchfahrt sind die nach 1457 entstandenen Flachreliefs mit den Wappen von Polen, Danzig und Preußen zu sehen.
Das Häkertor wird zu Wohnzwecken genutzt. In den Jahren 1959–1963 wohnte dort der Schauspieler Zbigniew Cybulski, woran eine Gedenktafel erinnert. Am gegenüberliegenden Mottlauufer befindet sich die Baltische Philharmonie.

## Galerie

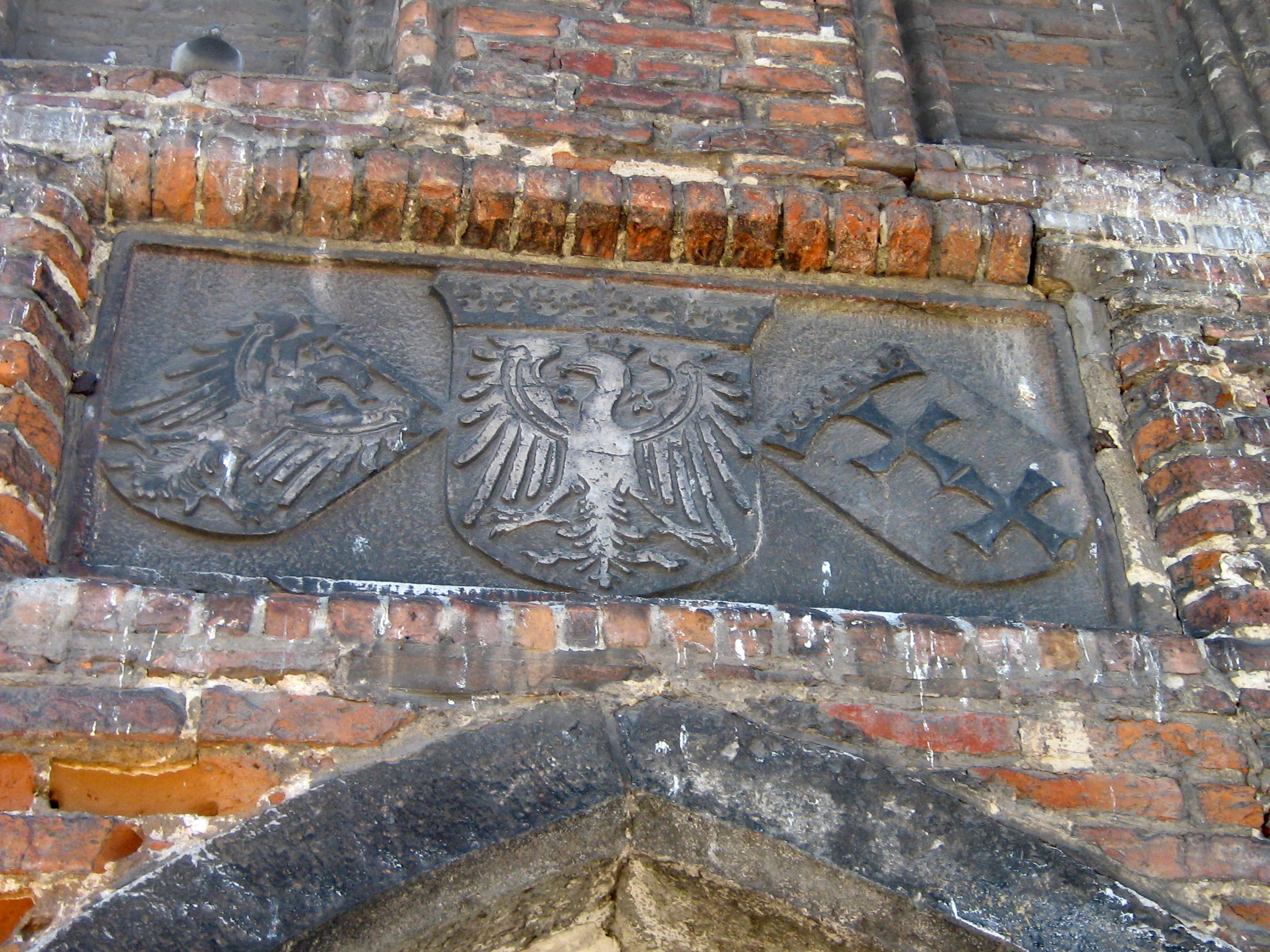
Die Wappenschilder
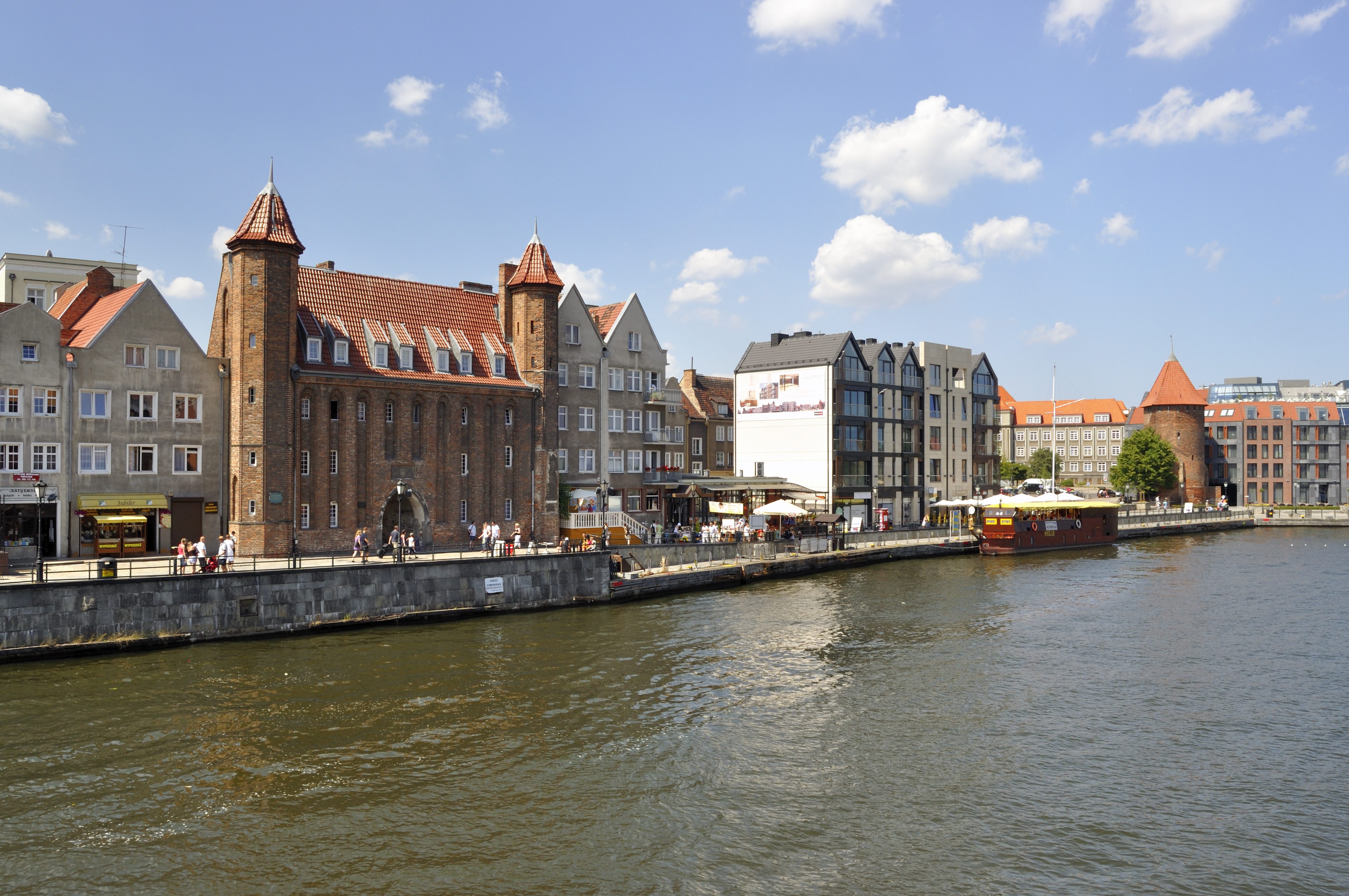
Lage an der Mottlau
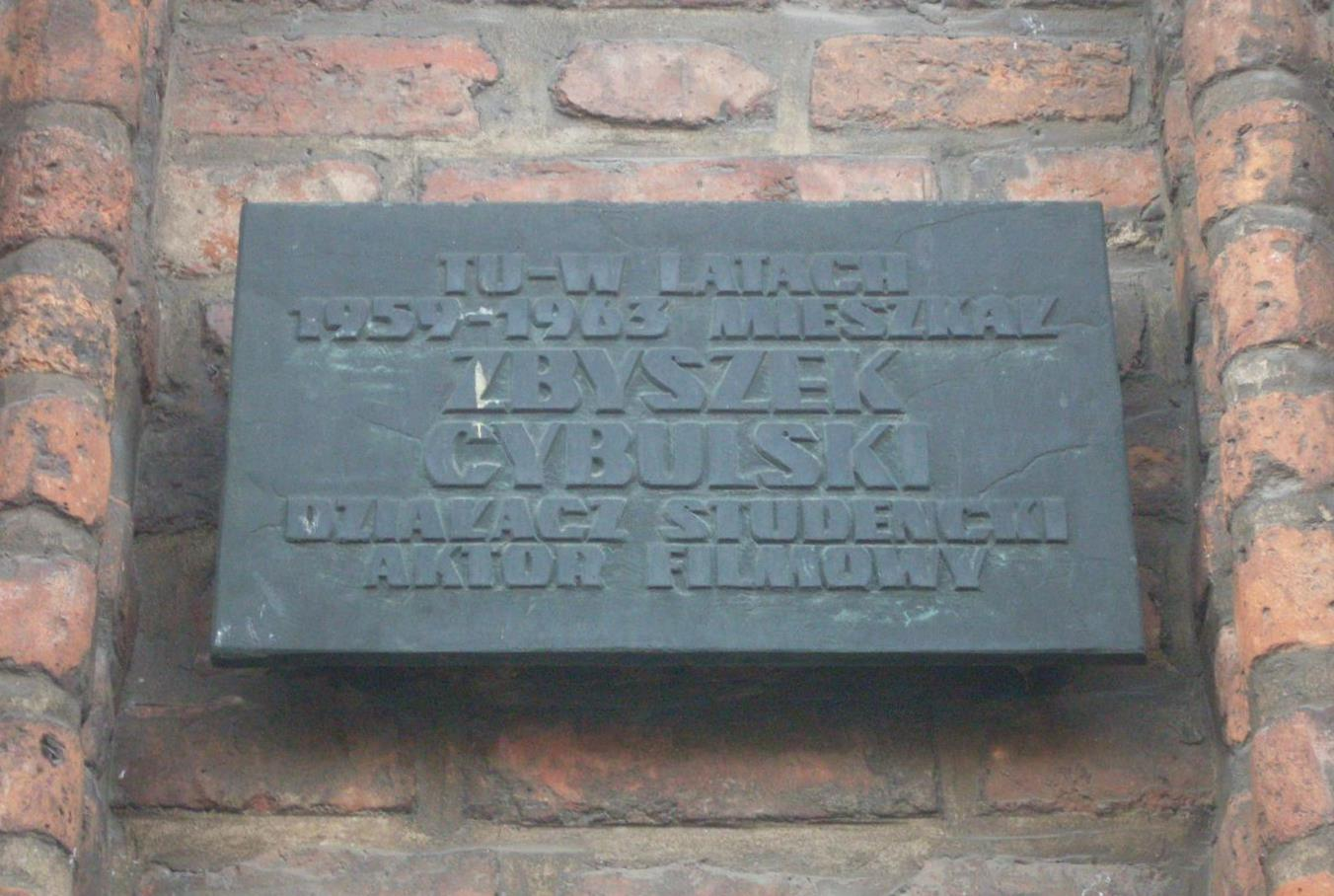
Gedenktafel für Zbigniew Cybulski